# Floroisovalerofenone sintasi
La floroisovalerofenone sintasi è un enzima appartenente alla classe delle transferasi, che catalizza la seguente reazione:
isovaleril-CoA + 3 malonil-CoA ⇄ 4 CoASH + 3 CO2 + 3-metil-1-(2,4,6-triidrossifenil)butan-1-one
È altamente collegata alla naringenina-calcone sintasi (numero EC 2.3.1.74). Il prodotto, il 3-metil-1-(2,4,6-triidrossifenil)butan-1-one, è un floroisovalerofenone. Agisce anche sull'isobutirril-CoA come substrato per generare florisobutirrofenone. I prodotti sono intermedi nella biosintesi degli (α) acidi amari nel luppolo (Humulus lupulus).